# Step Inside Love
"Step Inside Love" is een nummer van de Britse zangeres Cilla Black. Het nummer verscheen in 1968 op haar derde studioalbum Sher-oo!. Op 8 maart van dat jaar werd het uitgebracht als de enige single van het album. Het nummer is geschreven door Paul McCartney, die het tevens opnam met zijn band The Beatles. Hun versie verscheen in 1996 op het compilatiealbum Anthology 3.

## Achtergrond
"Step Inside Love" is geschreven door Paul McCartney, maar wordt toegeschreven aan het partnerschap Lennon-McCartney, en geproduceerd door George Martin. Er werd aan McCartney gevraagd om een nummer te schrijven voor het nieuwe televisieprogramma Cilla, dat door Black zou worden gepresenteerd. McCartney nam in zijn huis in Londen de eerste demoversie op, waarop hij zelf de gitaar speelde. Deze versie bestond enkel uit een couplet en een refrein.
Black nam "Step Inside Love" op als themalied voor haar programma. In de eerste paar weken dat de show werd uitgezonden, bestond de openingstune enkel uit het eerste couplet en het refrein. De BBC vond echter dat er een couplet bij moest worden geschreven. McCartney schreef vervolgens een tweede en derde couplet in de studio van de BBC. Op 21 november 1967 nam Black een demo van de volledige versie van het nummer op, met McCartney op gitaar. Deze demoversie vormde de basis voor de uiteindelijke singleversie.
Op 5 maart 1968 was de volledige versie van "Step Inside Love" voor het eerst te horen in Cilla. Drie dagen later werd het nummer uitgebracht als single. Het werd een hit in een aantal Engelstalige landen. In het Verenigd Koninkrijk werd de achtste plaats in de UK Singles Chart gehaald. In Ierland kwam de single tot de vijftiende plaats, in Australië tot plaats 86 en in Nieuw-Zeeland tot de twaalfde positie.
Op 16 september 1968 nam McCartney "Step Inside Love" op met zijn band The Beatles tijdens de sessies voor het album The Beatles. Het kwam echter niet op dit album terecht. De opname bestond uit een medley tussen "Step Inside Love" en het nieuwe nummer "Los Paranoias" dat, hoewel gitarist George Harrison niet aanwezig was bij deze sessie, werd toegeschreven aan alle bandleden. In 1996 stonden deze twee nummers allebei op dezelfde track op het compilatiealbum Anthology 3. In 2018 stonde de nummers als aparte tracks op de heruitgave ter gelegenheid van de vijftigste verjaardag van het album The Beatles.
Andere versies van "Step Inside Love" werden opgenomen door onder meer Madeline Bell, Elvis Costello, Bas Muijs, The Paper Dolls en Joanie Sommers. Black nam zelf ook een versie in het Italiaans op onder de titel "M'innamoro".